# 古舉倫
古舉倫（英語：Julian Gei-Lun Ku，1973年—），美國國際法及憲制性法律學者、霍夫斯特拉大学法学院教授，先後於1994年及1998年取得耶魯大學文學士及法律博士學位。其專司國際爭端解決、國際刑事司法、中華人民共和國與國際法關係等議題研究，並執教美國憲制性法律、美國外交關係法、跨國法、國際貿易商務法等科目。

## 經歷
古舉倫於1998年9月至1999年9月間至德克薩斯州休士頓美國聯邦第五巡迴上訴法院擔任傑瑞·埃德溫·史密斯法官麾下的司法書記，1999年9月至2000年8月任維吉尼亞大學法學院教師及奧林學者。2000年10月至2002年8月間擔任德普律師事務所國際爭端解決組合夥人，執業領域包括普通商事法、併購與收購法、證券法、國際商業仲裁及國際公法。
返回學界後，古舉倫於2002年8月至2008年8月任霍夫斯特拉大學法學院法學副教授，期間亦曾於2006年8月至2007年1月間擔任威廉與瑪麗法學院法學訪問助理教授。2008年9月至2010年間，升任霍大法學院教授兼教學發展事務副院長。2011年1月至7月間成為華東政法大學傅爾布萊特傑出法學教師。
2010年9月起，古舉倫獲聘為霍大法學院終身教授，2014年9月至2017年8月間擔任該院國際計畫主任，負責掌理招生、錄取、美國法學研究法學碩士課程、海外計畫（義大利、庫拉索、古巴）對海外院校交流及交換生計畫等。2017年9月起則擔任霍大法學院學術事務高級副院長。赴外交流部分，其於2014年5月至8月間前往中華民國任國立臺灣大學訪問學人及臺灣獎學金獲贈者，繼而在2017年5月至6月間擔任臺大法律學院訪問教授。